# سیارک ۱۳۶۲
سیارک ۱۳۶۲ (به انگلیسی: 1362 Griqua، نامگذاری:1935QG1) هزار و سیصد و شصت و دومین سیارک کشف شده‌است که در ۳۱ ژوئیه ۱۹۳۵ کشف شد.
قدر مطلق سیارک برابر ۱۱٫۱۸ است.